# Zračna luka Berlin Tegel
Zračna luka Berlin Tegel "Otto Lilienthal" (IATA: TXL, ICAO: EDDT) je glavna međunarodna zračna luka u Berlinu. Smještena je u Tegelu (općina Reinickendorf), 8 km sjeverno od grada Berlina. Zračna luka Tegel je znamenita po terminalu šesterokutnog oblika koja okružuje otvorene trgove kroz koje, nakon samo tridesetak metara hoda od aviona, putnici napuštaju zgradu. U 2008. godini kroz zračnu luku je prošlo preko 14.530,000 putnika s čime je Tegel daleko najveća zračna luka koja služi Berlinu. Zatvaranje zračne luke predviđa se u 2012. godini, šest mjeseci nakon završetka nove Zračne luke Berlin-Brandenburg preko koje će se odvijati svi komercijalni letovi za i iz Berlina, no zbog kašnjenja radova računa se da će se zračna luka Berlin-Brandenburg otvoriti tek 2016. godine, tako da je zračna luka Berlin Tegel još uvijek u funkciji. 